# Szergej Vlagyimirovics Obrazcov
Szergej Vlagyimirovics Obrazcov (oroszul: Сергей Владимирович Образцов) (Moszkva, 1901. június 22. – Moszkva, 1992. május 8.) szovjet-orosz bábművész, színész, rendező, színházi író.

## Élete

### Szülei, tanulmányai
Szergej Obrazcov 1901. július 5-én (a Julián-naptár szerint június 22-én) született Moszkvában.
Apja, Vlagyimir Obrazcov (1874-1949) vasúti mérnök (1939-től a Szovjet Tudományos Akadémia tagja), édesanyja (Anna Ivanovna von Rehbinder, 1875-1959) tanár volt.
Középiskolai tanulmányait a patinás K. P. Voszkreszenszkij-féle reáliskolában végezte el. 1918–1926 között a Felsőfokú Képzőművészeti és Technikai Tanműhelyekben (építészeti-iparművészeti tanintézmény: ВХУТЕМАС) tanult. Előbb festő, majd grafikus szakon (mesterei: A. Je. Arhipov és V. A. Favorszkij).

### Munkahelyek, színházai
Pályakezdőként óraadói minőségben (rajztanár) gyermekotthonban dolgozott. 1922–1930 között a Moszkvai Művész Színház zenei stúdiójának színésze. 1930-1936 között a Moszkvai Akadémiai Művészeti Színház (МХАТ 2-й) színésze.
Először 1920-ban lépett föl színházi bábokkal. Az 1930-as évek közepére esztrádszínészként szerzett hírnevet. Parodisztikus bábelőadásai, "bábrománcai" népszerűvé tették a közönség körében. Paródiái tárgya egynémely pályatársára jellemző közönségesség, ill. a nyárspolgári attitűd volt. Ekkoriban néhány bábelőadást vaudeville stílusban is rendezett.
1931-ben alapította meg Moszkvában a Központi Bábszínházat, amelyet élete végéig, több mint 6 évtiezeden át vezetett. Ezidő alatt több mint 70 gyermek- és felnőttelőadást rendezett.
1948-tól vendégszerepelt külföldön színházával.
Egzotikus bábokat/babákat gyűjtött. Gyűjteménye a legnagyobb volt Oroszországban, s az egyik legjelentősebb a világon.

### Film, színészpedagógia, szervezeti tagságok
1956-tól a filmiparban is dolgozott mint forgatókönyvíró és rendező, egyszersmind a dokumentumfilm-monológ megalkotóját is benne tisztelhetjük. Ugyanebben az évben, a Szojuzmultfilm (animációs stúdió) keretében Georgij Natanszon (rendezői debütálásaképp) Obrazcov legendás előadása nyomán filmre vette a Mennyei teremtmény (Nyebesznoje szozdanyije) c. egész estés bábfilmet, ami a nemzetközi sikert is meghozta: 1956-ban első díjat nyert a velencei gyerekfilm-fesztiválon.
1935-től színészpedagógusként is működött, 1973-tól a színművészeti főiskola (GITYISZ) professzoraként.
1976-1984 között a bábművészeti világszervezet (UNIMA, Union Internationale de la Marionnette) elnöke, 1984-től tiszteletbeli elnöke, ill. 1958-tól a központi tanács tagja. A Berlini Művészeti Akadémia (egykoron az NDK-ban) levelező tagja (1955-től).
Soha nem volt tagja az SZKP-nak.

## Halála, emlékezete
Szergej Vlagyimirovics Obrazcov 1992. május 8-án hunyt el Moszkvában, 91 éves korában. A Novogyevicsi temetőben helyezték örök nyugalomra (10. parcella).
Síremlékén egyszersmind bábszínházának emblémája köszön vissza: emberi kéz mutatóujjára húzott golyóbis, egy stilizált emberi figura. Obrazcov egyik nevezetes, minimálkivitelű szólóprodukciója nyomán.
- Bábszínháza halálának évében, 1992-ben vette föl alapítója nevét.[18]
- Gyermekei kezdeményezésére, a bábművész születésének 100. évfordulóján, 2001-ben egykori lakhelyén lakásmúzeumot rendeztek be.[19] A bábművész 1937-től haláláig lakott a Glinyiscsevszkij köz 5/7 szám alatt, 1992 óta emléktábla örökíti meg a nevezetes helyet.[20]
- 2006. június 1-én leplezték le egészalakos szobrát egykori bábszínháza közelében (Szadovo-Szamotyocsnaja u. 30, Alekszandr Belasov alkotása).[21]
- 2012-ben a Moszkva folyó hajózási társaságának egyik sétahajóját Szergej Obrazcovról nevezték el.
- 2013 óta az orosz Aeroflot légitársaság egyik repülőgépe Szergej Obrazcov nevét viseli.

## Családja
Öccse, Borisz (1905-1975) zoológus lett.
A bábművész kétszer nősült. Első felesége Szofja Szemjonovna Szmiszlova (1899-1928) tanítónő: Obrazcov pályakezdőként, 17 évesen iskolájában vállalt rajztanári állást. 1925-ben született Alekszej fiuk, majd 3 évre rá lányuk, Natalja. Az asszony azonban belehalt a második szülésbe.
Második felesége Olga Alekszandrovna Saganova (született Erlanger, 1902-1989), elvált színésznő. Közös gyermekük nem született. 1931-ben házasodtak össze, az előzmények romantikus mozzanata, hogy mindketten kutyabolondok voltak (ezenfelül Obrazcov nagy madárbarát volt, galambokat is tartott).
Obrazcov lánya, Natalja Szergejevna (1928–2001) bábszínész, a Központi Obrazcov Bábszínház érdemes művésze (1982). Leánya Kátya, az unoka folytatja a családi hagyományt: az Obrazcov-színház rendezője.
Obrazcov fia, Alekszej (1925-2004) építész lett.

## Elismerések, kitüntetések
- Az Orosz Köztársaság Érdemes Művésze (РСФСР, 1935)
- Az Orosz köztársaság Népművésze (РСФСР, 1947)
- A Szovjetunió Népművésze (СССР, 1954)
- A Szocialista Munka Hőse (1971)
- Lenin-díj (1984)
- Sztálin-díj II. fok (1946; 1962-től Állam-díjra átnevezve)
- Sztanyiszlavszkij-díj (1967)
- 3 Lenin-rend (1967, 1971, 1981)
- 2 Munka Vörös Zászló Érdemrend (1946, 1961)
- A Nagy Honvédő Háború 1941-1945 Dicsőséges Munka-érdemérme
- Moszkva 800 Éves-emlékérem
- Mosoly Rend (lengyel gyerekek szavazzák meg)[30]

## Legjobb előadások
- 1935 – V. Szperanszkij: Kastanka (A. P. Csehov nyomán) [31]
- 1936 – Je. Ja. Tarahovszkaja: A csuka parancsára
- 1962 – Vendégségben Csukovszkijnál[32]

### Felnőtteknek
- 1941 – Karácsony éjszakája (Je. V. Szperanszkij, N. V. Gogol nyomán)
- 1946 – Különleges koncert [33]
- 1961 – Isteni színjáték (I. V. Stock)[34]
- 1976 – Don Juan (G. Ja. Bargyin, V. B. Livanov)
- 1976 – Noé bárkája (I. V. Stock)

## Bemutatók
1. 1932 – Jim és a dollár [35]
2. 1933 - Malacka fürdő (Je. V. Szperanszkij) [36]
3. 1935 – Kastanka
4. 1936 – A csodálatos kalucsni [37]
5. 1936 – A csuka parancsára
6. 1937 – Csizmás kandúr (Perrault)[38]
7. 1940 – Aladdin csodalámpája [39]
8. 1941 – Karácsony éjszakája
9. 1943 – A szarvaskirály (Gozzi alapján Je. V. Szperanszkij)
10. 1945 – Vidám medvebocsok
11. 1945 – Maugli (Kipling: A dzsungel könyve)
12. 1946 – Szokásos koncert / Szokatlan koncert [33]
13. 1953 – Az ördögmalom (Jan Drda alapján I. V. Stock)
14. 1961 – Az isteni színjáték [34]
15. 1961 – Miszter Twister
16. 1962 – Vendégek Csukovszkijnál
17. 1965 – Tigrik/tigriske - Petrik
18. 1968 – Noé bárkája
19. 1970 – A katona meg a banya/boszorkány [40]
20. 1970 – Beköltözés (És mi van nálunk a színházban?)
21. 1973 – A Központi Bábszínház jelentkezik (kommentár, résztvevő)
22. 1975 – Don Juan [41]
23. 1985 – Pinokkió/Buratino
24. 1987 – Petruska, a külföldi
25. 1975 – Csukokkala (film)
26. 1941–1945 – A Nagy Honvédő Háború előadásai (előadások a fronton, katonáknak)

## Filmográfia, rendezőként
- 1956 – Mennyei teremtmény (bábfilm) (G. Natanszonnal együtt)
- 1962 – A csoda előtted van (dokumentumfilm)[42]
- 1967 – A mozikamera vádol (dokumentumfilm)[43]
- 1970 – A szörnyű igazság (dokumentumfilm)[44]
- 1970 – A csodálatos kalucsni (film), 3 perc
- 1971 – Nyúl-iskola (filmvígjáték, L. Docsevoj, V. Kuszov , M. Markova közreműködésével)
- 1972 – Különleges koncert (film, Sz. Szamodurral közösen), 11 perc
- 1973 – Isteni színjáték (film, Sz. Szamodurral közösen), 13 perc
- 1973 – Kinek kell ez a Vászka? (dokumentumfilm lefejezték!)[45]
- 1974 – Aladdin csodalámpája (játékfilm, O. Usakovával közösen), 6 perc
- 1975 – Csukokkala (játékfilm), 24 perc
- 1976 – Noé bárkája (játékfilm, L. Haittal közösen), 17 perc
- 1977 – Miszter Twister (film, B. Ablinyin, V. Kuszov), 14 perc
- 1977 – Petruska, a külföldi (film)
- 1984 – A csuka parancsára (film, V. Pekar), 4 perc
- 1985 – Pinokkió/Buratino kalandjai (színházi előadás felvétele), 22 perc
- 1988 – Don Juan (film, V. Kuszovval közösen), 21 perc

## Színész
- 1940 – Koncert a képernyőn (film) – zenés szám előadója, bábokkal
- 1971 – Nyúl-iskola (filmjáték) – prológus
- 1973 – Isteni színjáték (film) – prológus, 13 perc
- 1974 – Aladdin csodalámpája (film) – prológus, 6 perc
- 1975 – Csukokkala (film) – narrátor, 24 perc
- 1976 – Noé bárkája (film) – prológus, 17 perc
- 1977 – Miszter Twister (film) – narrátor, 14 perc
- 1981 – A Szergej Obrazcov Bábszínház 50. évfordulója (film)
- 1981 – Kintorna-hangok (dokumentumfilm-koncert) – ismertető az utcai zenéről, hangszerrel
- 1984 – A csuka parancsára (film) – prológus, 4 perc

## Forgatókönyv
- 1956 – Mennyei teremtmény (bábfilm, Je. Szperanszkijjal közösen)
- 1972 – Különleges koncert (film, A. Bondi, Paperni Z. közreműködésével)
- 1975 – Csukokkala (film)

## Filmzene
- 1956 – Mennyei teremtmény (bábfilm)

## Filmes közreműködés
- 1962 – A csoda előtted van (dokumentumfilm)
- 1977 – Kornyej Csukovszkij (dokumentumfilm)
- 1979 – Tűz vagy, ember! (dokumentumfilm)
- 1981 – Kintorna-hangok (dokumentumfilm) – utcai zene, báb, majom, ének, tánc
- 1983 – Ljubov Orlova (dokumentumfilm)
- 1989 – ...Éjfél és ismét hajnal (dokumentumfilm)

## Művei magyarul
- Bábjátéktól a filmig. A szocialista realizmus tükrében; ford. Békés István, Kovács László, ill. Máday Gréte; Új Magyar Könyvkiadó, Bp., 1949 (Szovjet ismeretterjesztő kiskönyvtár)
- Hivatásom; ford. Radó György; Művelt Nép, Bp., 1954
- Ezt láttam Londonban; ford. Nikodémusz Elli, ill. a szerző; Táncsics, Bp., 1958 (Útikalandok)[12]
- A kínai színház; ford. Siklósi Mihály; Gondolat, Bp., 1960[46]
- Egy pingvinfióka története. Elbeszélés egy kis pingvinről, aki a jégsivatagban született; arról, mi minden történt vele, amíg felnőtt, s nagy pingvin lett belőle; szöveg Szergej Obrazcov, fotó Alekszandr Kocsetkov, ford. Petrovácz István; Móra, Bp., 1973
- Így nem szabad, így lehet, így kell; ford. Petrovácz István, ill. a szerző; Móra, Bp., 1983
- Az emlékezet lépcsőfokain; ford. Nikodémusz Elli; Európa, Bp., 1988 ISBN 963 07 4703 0

## Magyarországon
Első ittlétekor a Margitszigeti Nagyszálló prímásának elénekelte a Nézzetek gyönyörű szemek... (Ocsi csornije) című dalt. Miután több városban is fellépett, visszatért a Margit-szigetre, és az étteremben a Nézzetek gyönyörű szemek... hegedűváltozata fogadta. Később még sokszor járt társulatával hazánkban, meg egyedül is. Barátja lett a Magyar Állami Bábszínház igazgatója, Szilágyi Dezső bábművész és Kádár János, az MSZMP főtitkára, aki márványsügér díszhalának párt vitt Moszkvába.

### Visszhang
Emléklépcsőfokainak legtöbbje az 1984. Novij Mir folyóirat 10-11. számában jelent meg. Sok megható levélből is közölt néhány "családi dolgot". És sok boldog lépcsőfokot kíván minden olvasónak. "Ne csússzanak el a jeges fokokon! Fogódzkodjanak a karfába, azokba, akiknek lelkiismeretében hisznek." (Kicsit tömörítve!)

## Fordítás
- Ez a szócikk részben vagy egészben  a(z)   Образцов, Сергей_Владимирович című orosz Wikipédia-szócikk fordításán alapul.  Az eredeti cikk szerkesztőit annak laptörténete sorolja fel. Ez a jelzés csupán a megfogalmazás eredetét és a szerzői jogokat jelzi, nem szolgál a cikkben szereplő információk forrásmegjelöléseként.